# Força de Defesa de Equatória
A Força de Defesa Equatória (em inglês:  Equatoria Defense Force, EDF) foi uma milícia sudanesa. 
Operou na área ao redor de Juba e Torit (no atual Sudão do Sul) e era talvez o grupo mais politicamente eficaz nas Forças de Defesa do Sudão do Sul. 
A maioria dos seus combatentes foram Latuku e Lokoya.  Em geral, acreditava-se que o governo central do Sudão apoiava essa milícia.  A Força de Defesa Equatória assinou um acordo de fusão com o Exército/Movimento Popular de Libertação do Sudão em março de 2004, embora não tenha ficado claro quantos de seus combatentes o aceitaram.  O Grupo de Bor consistia principalmente de desertores do Exército Popular de Libertação do Sudão do sul de Bor.  O governador da Equatoria Oriental acusou em 2006 que os remanescentes da Força de Defesa Equatória continuaram a realizar ataques e a ser uma ameaça à segurança porque receberam armas do governo central do Sudão. 